# Musée Soulages Rodez

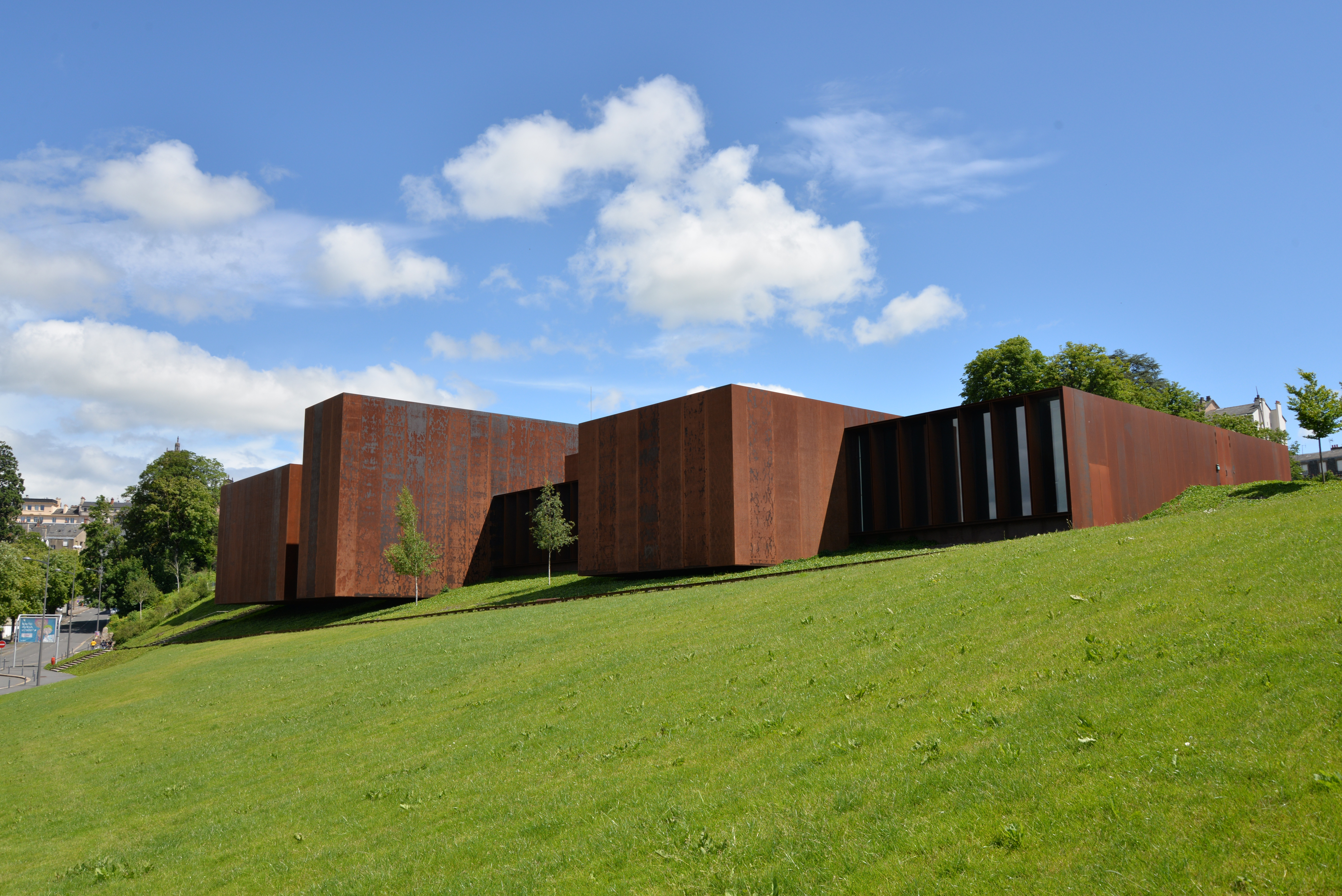
Musée Soulages Rodez

Das Musée Soulages Rodez ist ein Museum für zeitgenössische Kunst in Rodez im Departement Aveyron in der französischen Verwaltungsregion Okzitanien. Es wurde errichtet, um die Werke des französischen Malers Pierre Soulages (1919–2022) auszustellen, zeigt aber in Wechselausstellungen auch Werke anderer zeitgenössischer Künstler und Künstlerinnen. Die Eröffnung fand am 30. Mai 2014 in Anwesenheit des französischen Staatspräsidenten François Hollande statt.

## Architektur
Das Gebäude befindet sich im Parc du Foirail, nur wenige hundert Meter vom historischen Stadtkern und der Kathedrale Notre-Dame de Rodez entfernt. Es ist als „Museum im Garten“ konzipiert. Hinter einem langgestreckten Querbau erheben sich fünf kubische Baukörper aus rotem, korrodiertem Cortenstahl. Die Architekten standen bei der Planung in engem Kontakt mit Pierre Soulages und seiner Frau Colette.
Die spanischen Architekten (RCR arquitectes) nutzten den Umstand, dass das Gebäude am Rand einer Böschung steht, die den Blick auf die weite Landschaft des Aubrac-Plateaus freigibt, um eine zeitgenössische Neuinterpretation der Fenestras von Rodez zu schaffen, der kleinen Plätze mit Panoramablick, die die Boulevards rund um die Stadt säumen.
Für Wechselausstellungen moderner und zeitgenössischer Kunst steht ein Raum von 500 m² zur Verfügung.

## Die Sammlung

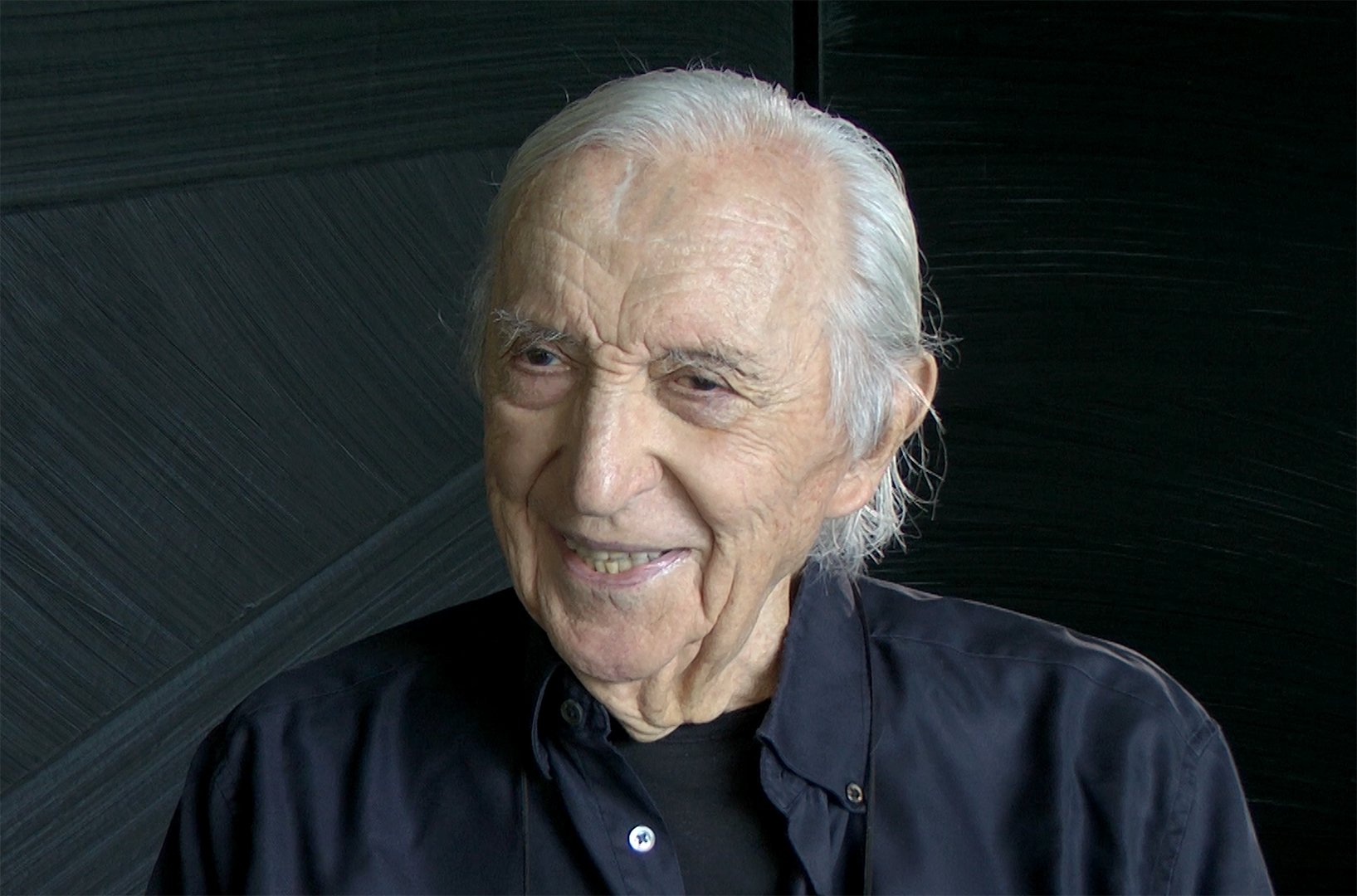
Pierre Soulages, 2019

Im Jahr 2005 hat Pierre Soulages der Communauté d'agglomération du Grand Rodez eine erste Schenkung von etwa 250 Werken gemacht. Sie umfasste 21 Gemälde auf Leinwand, 100 Arbeiten auf Papier, 49 Radierungen (einschließlich Kupferplatten), 41 Lithographien, 26 Siebdrucke, 3 Bronzen sowie verschiedene Dokumente (Bücher, Filme, Fotografien, Korrespondenz, Artikel). Des Weiteren umfasste die Schenkung alle Vorarbeiten zu den Glasfenstern der Abteikirche von Conques sowie typische Werke wie die Brous de noix.
Im Jahr 2012 schenkte der Künstler dem Museum eine weitere Werkgruppe, zu der auch das 3,24 m × 3,62 m große Gemälde Outrenoir aus dem Jahr 1986 gehört. Die „Outrenoir(s)“ trugen wesentlich zur internationalen Anerkennung des Künstlers bei. Darüber hinaus hat Pierre Soulages der Stadt Rodez dreizehn Gemälde aus den Jahren 1946 bis 1948 geschenkt. Bis zur Eröffnung hatte der Künstler den Grundstock von 500 Werken und Dokumenten gestiftet.
Im Jahr 2020 erfolgte eine weitere Schenkung. Unter den neuen Werken befindet sich ein Outrenoir von März 2019 (3,90 m × 1,30 m) sowie achtzehn Gemälde auf Papier aus den 1940er und 1950er Jahren (weitere Brous de noix ab 1946 sowie Gouachen). Die Schenkung umfasst auch vier große emblematische Gemälde aus den Jahren 1949 bis 2000 sowie eine Vase, die von der Manufaktur Sèvres im Auftrag von Präsident Jacques Chirac angefertigt wurde und von der nur zehn Exemplare hergestellt wurden, von denen sich eines im Elysée-Palast befindet.
Eine vierte Schenkung von Colette Soulages im Jahr 2023, nach dem Tod des Künstlers, umfasste sieben Gemälde, darunter vier großformatige Polyptychen sowie drei Hochformate und ein Querformat von 324 × 181 cm. Mit der Schenkung des 102 × 130 cm großen Gemäldes vom 15. Mai 2022 ist das Museum das einzige Museum der Welt, das das gesamte malerische Werk des Künstlers, von den ersten figurativen Gemälden aus dem Jahr 1934 bis zum allerletzten Leinwandbild, präsentieren kann.

## Besucherzahlen
Im ersten Jahr (Mai 2014 bis Mai 2015) zählte das Museum 250.000 Besucher. Am 10. September 2021 feiert das Museum seinen millionsten Besucher. Am 1. Januar 2024 zählt das Museum insgesamt 1.336.319 Besucher.